# عاصم عبد الأمير
عاصم عبد الأمير (1954 - الديوانية) هو رسام وفنان تشكيلي عراقي، مشارك في الكثير من المعارض التشكيلية المحلية والدولية، وله مؤلفات في الفن والتشكيل، حاصل على عدد من الجوائز.

## حياته
ولد عاصم عبد الأمير في ناحية الدغارة في مدينة الديوانية جنوب العراق عام 1954، أكمل دراسته فيها عام 1971، درس في أكادمية الفنون الجميلة في بغداد وتخرج منها في عام 1979، حصل على شهادة الماجستير في الرسم من جامعة بغداد، وعلى شهادة الدكتوراه في الفن الحديث من كلية الفنون - جامعة بغداد، عام 1997، حائز على جائزة الإبداع للدراسات الفنية من وزارة الثقافة العراقية، وجائزة لجنة التحكيم الخاصة في اللجنة الدولية للصليب الأحمر في بغداد، وحائز على جائزة الإبداع العراقية المقدمة من وزارة الثقافة عام 2011، يعمل أستاذاً في كلية الفنون الجميلة في جامعة بابل. شارك في العديد من المعارض التشكيلية في العراق، والأردن، والقاهرة، والامارات، والكويت، وسويسرا، وفرنسا وبعض الدول الأخرى.

## مؤلفاته
1. الرسم العراقي: حداثة تكييف، دار الشؤون الثقافية العامة، بغداد - 2004.[1]
2. ذاكرة الثمانينيات: التشكيل العراقي المعاصر، وزارة الثقافة، بغداد - 2012.[4]
3. سالم الدباغ: غواية اللامعنى، وزارة الثقافة - دائرة الفنون التشكيلية، بغداد - 2013.[5]
4. تخطيطات محمد غني، حداثة نسب لا حداثة حائرة، دار الشؤون الثقافية، بغداد - 2001.
5. المحرم والمباح، دار الأديب، عمان - 2009.
6. جواد سليم: ريادة أم ريادات، جمعية التشكيلين العراقيين، بغداد عام 2013.
7. الفن العراقي المعاصر: مدونات الوادي العميق، إيطاليا عام 2013.
8. التشكيل العربي المعاصر والفن الإسلامي: اغارة أم اعارة، الشارقة - 2013.
9. أولى اللغات في العالم (تأليف مشترك)، مؤسسة ليزر لاين، ألمانيا - 2002.
10. ضياء العزاوي: حداثة الأصول، دائرة الفنون في وزارة الثقافة العراقية، 2002.
11. مدونات الوادي العميق: التشكيل العراقي المعاصر، إيطاليا - 2014.

## معارضه
- معرض فنانون نقاد الأول والثاني في قاعة حوار - بغداد عام 1997 و1998.
- معرض الفن العراقي المعاصر في قاعة أثر - بغداد عام 1995 و 2000.
- معرض مغامرات في الفن المعاصر قاعة بغداد - بغداد عام 1998.
- معرض مختارات من الفن العراقي المعاصر - الصين عام 1997.
- معرض مشترك مع فاخر محمود في دار الموسيقى - عجمان عام 2011.